# Morchies
Morchies település Franciaországban, Pas-de-Calais megyében. Lakosainak száma 210 fő (2022. január 1.). Morchies Lagnicourt-Marcel, Beaumetz-lès-Cambrai, Beugny és Vaulx-Vraucourt községekkel határos.

## Népesség
A település népességének változása:
| Lakosok száma | 186  | 202  | 209  | 210  | 209  | 209  | 209  | 209  | 210  |
|               | 2013 | 2015 | 2016 | 2017 | 2018 | 2019 | 2020 | 2021 | 2022 |